# 보이슬라브 셰셸
보이슬라브 셰셸(세르비아어: Војислав Шешељ [ʋǒjislaʋ ʃěʃeʎ], 1954년 10월 11일 ~)는 세르비아의 정치인, 작가, 변호사다. 세르비아 급진당의 설립자이자 대표이며, 1998년부터 2000년까지 세르비아의 부통령을 지냈다. 현재 세르비아 의회의 구성원이며, 1992년부터 이래 세르비아 의회 의원을 지냈다.